# Медина, Диего (боливийский футболист)
Диего Даниэль Медина Роман (исп. Diego Daniel Medina Roman; род. 13 января 2002, Санта-Крус-де-ла-Сьерра) — боливийский футболист, защитник клуба «Олвейс Реди» и сборной Боливии.

## Клубная карьера
Медина — воспитанник клуба «Тауичи». В 2021 году игрок подписал контракт с «Олвейс Реди». 12 марта в матче против «Реал Томаяпо» он дебютировал в боливийской Примере. 30 июля 2022 года в поединке против «Гуабиры» Диего забил свой первый гол за «Олвейс Реди».

## Международная карьера
24 сентября 2022 года в товарищеском матче против сборной Сенегала он дебютировал за сборную Боливии.